# Pandemos pasiphae
Espèce
Pandemos pasiphae est une espèce d'insectes lépidoptères (papillons) qui appartient à la famille des Riodinidae et au genre Pandemos dont il est le seul représentant.
Le nom de Pasiphae évoque la déesse lune de la mythologie grecque, épouse de Minos et mère du Minotaure.

## Taxonomie
Pandemos pasiphae a été décrit par Pieter Cramer en 1775 sous le nom de Papilio parasiphae

### Nom vernaculaire
Il se nomme Blue MetalMark ou Pasiphae Nymphidium en anglais.

## Description
Pandemos pasiphae est un papillon de couleur grise irisé de bleu métallisé avec au centre des ailes antérieures un gros ocelle noir triplement pupillé de points bleu et une ornementation aux antérieures d'une bordure noire plus large à l'apex doublée d'une large ligne noire et d'une tache noire et aux postérieures une fine bordure noire et plusieurs fines lignes noires parallèles à cette bordure.

## Écologie et distribution
Pandemos pasiphae est présent dans la partie amazonienne de l'Amérique du Sud dont Guyane, Guyana, Surinam, Colombie, Brésil et Pérou.

### Biotope
Il réside dans la forêt tropicale.

### Protection
Pas de statut de protection particulier.